# Ehrwaldit

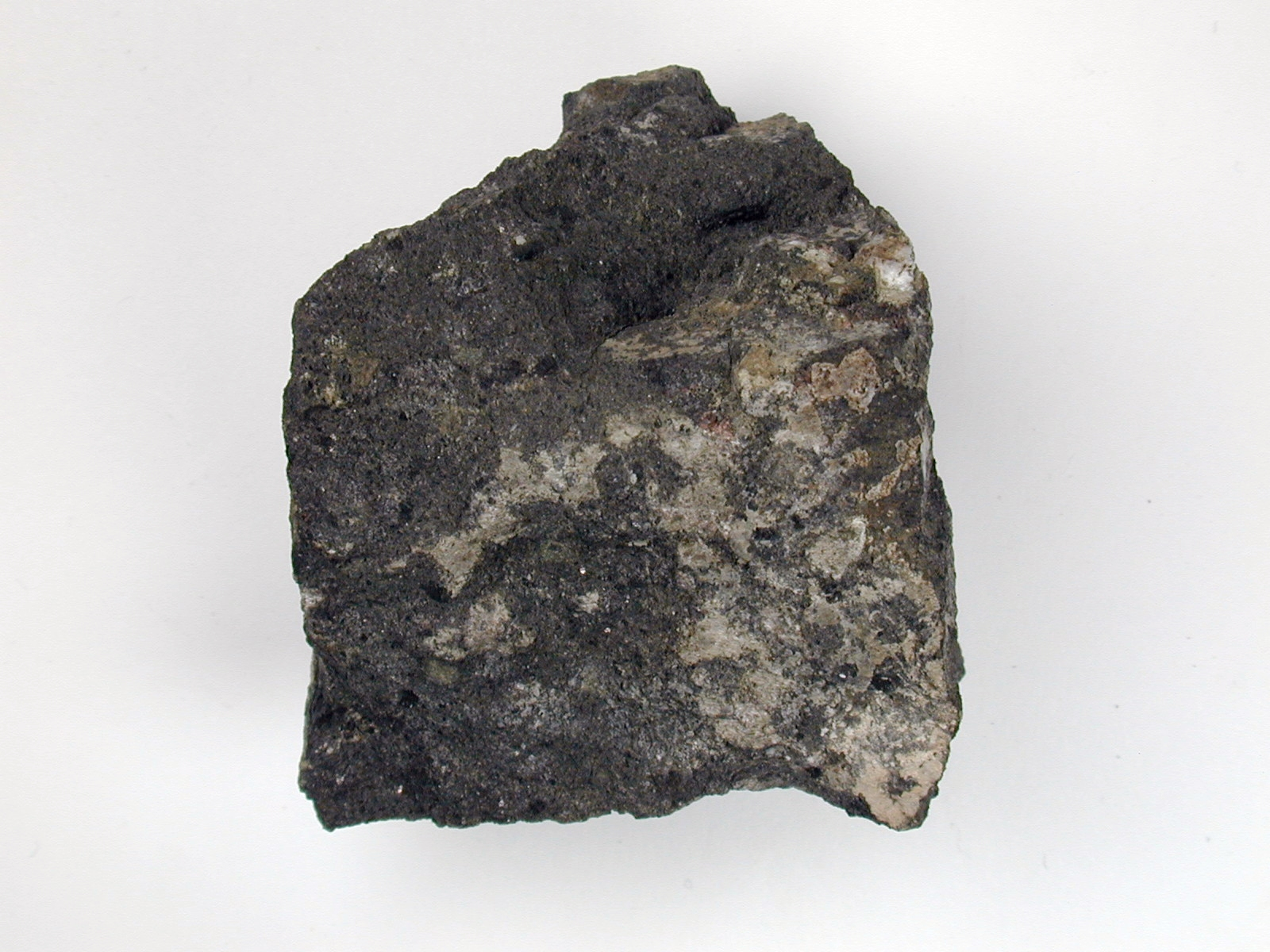
Handstück eines Ehrwaldits aus dem Lehnbachgraben oberhalb von Ehrwald/Tirol

Der Ehrwaldit ist ein äußerst seltenes, primitives, alkalisches, ultrabasisches Ganggestein der Nördlichen Kalkalpen, das zu den Lamprophyren gerechnet wird. Seine geochemische Zusammensetzung ist die eines Nephelinbasanits. Sein Alter beträgt rund 100 Millionen Jahre BP, das Gestein intrudierte somit im oberen Albium an der Grenze Unterkreide/Oberkreide.

## Etymologie und Erstbeschreibung
Der Ehrwaldit ist nach seiner Typlokalität bei Ehrwald in Tirol benannt. Das Ganggestein wurde erstmals von Adolf Pichler im Jahr 1866 wissenschaftlich beschrieben, der ihm dann 1875 die jetzige Bezeichnung verlieh.

## Entdeckung und Vorkommen
Der Ehrwaldit wurde am 28. August 1865 von Adolf Pichler im Lehnbachgraben auf rund 1700 Meter Meerhöhe westlich unterhalb des Schneeferner-Kopfes entdeckt. Neben der Typlokalität, die auch als Wildbachstufe bekannt ist, sind weitere Vorkommen südlich von Imst, südlich der Zugspitze (und insbesondere südlich des Wetterschrofens) in der Puitentalzone (Jungschichtenzone) und östlich der Birkkarspitze bekannt. All diese Vorkommen gehören tektonisch zur Lechtal-Decke. Die Ost-West-Erstreckung der Vorkommen beträgt mindestens 50 Kilometer. Auffallenderweise befinden sie sich alle unweit der Überschiebungsfront der Inntal-Decke.

## Beschreibung
Die schwarzen, augitporphyrähnlichen Ehrwalditgänge sind zwischen 1 und 2 Meter breit. Das Gestein erscheint lamprophyrisch und ähnelt einem monchiquitischen Melaphyr. Die Gänge verlaufen meist konkordant zur Schichtung der intrudierten mesozoischen Sedimente, können aber auch diskordant auftreten. Durch die Intrusion wurden die Sedimente kontaktmetamorph verändert – meist nicht mehr als 1 bis 2 Zentimeter, örtlich begrenzt jedoch auch bis zu 1 Meter. An der Typlokalität intrudierte der Ehrwaldit Kalke und Cherts des Malm (oberer Jura), im Karwendel Trias bis Jura und im südlichen Wetterstein Mergel und Siltsteine der Unterkreide. Stratigraphisch ist das Maximalalter der Ehrwaldite daher Unterkreide. Nach ihrem Eindringen wurden die Gänge im Verlauf der Gebirgsbildung der Alpen spröd verformt (erkennbar an mit Harnischen versehenen Brüchen), sie unterlagen aber keiner Regionalmetamorphose. Die Wirtsedimente wurden nicht stärker als 130 °C aufgeheizt (Diagenesebereich), erkennbar an der Illitkristallinität und der Vitinitreflexion (Inkohlungsgrad), deren Rmax bei 0,7 liegt.

## Petrologie

### Petrographie
Das Ganggestein des Ehrwaldites besteht bis zu 30 % aus einer feinkörnigen, entglasten Grundmasse, was eine eindeutige petrologische Zuordnung erschwert. Als Phänokristalle fungieren Olivin (oft serpentinisiert), Klinopyroxen und aluminiumhaltiger Spinell. Fremdkristalle (Xenokristalle) und Fremdgesteinseinschlüsse (Xenolithen) sind mit 5 bis 10 % reichhaltig zugegen. Die halbkristalline Grundmasse wird beherrscht von Augitprismen (gelegentlich radialstrahlig angeordnet), gewöhnlich serpentinisierten Olivinen der Zusammensetzung Ol87-91, Kaersutit (Amphibol) und Biotit sowie untergeordnet Apatit und Titanomagnetit. Der entglaste Teil der Matrix enthält mikro- bis kryptokristallinen, radialstrahligen Chlorit, zwickelfüllenden Analcim und seltenen Natrolith. In der Grundmasse vorhanden sind manchmal auch Magnetit, Alkalifeldspat, Biotit und Zeolith. Die Amygdalen in Mandelvarietäten sind verfüllt mit Zeolithen wie beispielsweise Analcim, Natrolith und Heulandit sowie mit Calcit und mit Chlorit.

### Geochemische Zusammensetzung
In ihrer normativen Gesteinszusammensetzung sind die Ehrwalditgänge Nepehelin-normativ mit einem Nephelin-Gehalt von 11 bis 17 Gewichtsprozent sowie Olivin-normativ mit einem Olivingehalt von 13 bis 17 Gewichtsprozent (Nephelin kommt aber im tatsächlichen Mineralbestand nicht vor). Ihre Magnesiumzahl ist relativ hoch und bewegt sich zwischen 74 und 78. Ehrwaldite sind Natrium-betonte Gesteine mit einem Verhältnis Na2O/K2O von 1,7 bis 3,2. Mit einem SiO2-Gehalt von 38 bis 41 Gewichtsprozent sind sie als typische Nephelinbasanite einzustufen.
Folgende geochemischen Analysen aus dem Lehnbachgraben sollen ihre Zusammensetzung veranschaulichen:
| Oxid Gew. % | Lehnbachgraben EJ 6 | Lehnbachgraben EJ 3 | Lehnbachgraben EJ 10 - mandelreich | Spurenelemente ppm | EJ 6 | EJ 3 | EJ 10 |
| ----------- | ------------------- | ------------------- | ---------------------------------- | ------------------ | ---- | ---- | ----- |
| SiO2        | 38,20               | 39,25               | 40,75                              | F                  | 1351 | 1044 | 1406  |
| TiO2        | 3,19                | 3,20                | 3,58                               | Ba                 | 614  | 650  | 725   |
| Al2O3       | 11,14               | 11,90               | 13,90                              | Rb                 | 20   | 23   | 26    |
| Fe2O3       | 5,07                | 3,49                | 5,80                               | Sr                 | 757  | 997  | 871   |
| FeO         | 6,25                | 7,77                | 5,71                               | Nb                 | 79   | 89   | 105   |
| MnO         | 0,20                | 0,19                | 0,17                               | La                 | 60   | 64   | 86    |
| MgO         | 12,64               | 12,44               | 8,17                               | Ce                 | 111  | 123  | 136   |
| CaO         | 12,99               | 12,75               | 10,76                              | Zr                 | 306  | 318  | 326   |
| Na2O        | 1,70                | 2,30                | 3,80                               | V                  | 326  | 337  | 319   |
| K2O         | 0,98                | 0,93                | 1,32                               | Cr                 | 446  | 434  | 119   |
| P2O5        | 0,86                | 0,77                | 0,88                               | Ni                 | 295  | 325  | 123   |
| H2O+        | 5,59                | 4,29                | 4,03                               | Cu                 | 67   | 56   | 36    |
| CO2         | 0,33                | 0,27                | 0,16                               | Zn                 | 104  | 102  | 104   |

Bei den Spurenelementen bestätigen die hohen Konzentrationen an Chrom (bis 450 ppm) und Nickel (bis 325 ppm) den primitiven Charakter der Ehrwaldite. Sie sind ferner angereichert an (gegenüber der Mineralogie von Mantelgesteinen) inkompatiblen Elementen wie beispielsweise Barium (600 bis 725 ppm) und Strontium (760 bis 1050 ppm). Erhöhte Werte besitzen auch die leichten Seltenen Erden (LREE), sowie Niob (79 bis 105 ppm), Vanadium (312 bis 340 ppm) und Zirkonium (295 bis 326 ppm). Kompatible Elemente wie die schweren Seltenen Erden (HREE) und Yttrium (16 bis 23 ppm) sind im Gegenzug niedrig konzentriert.
Das Verteilungsmuster der Seltenen Erden der Ehrwaldite zeigt eine hervorragende Übereinstimmung mit anderen Basaniten und Olivin-Nepheliniten Europas. Auch zu den Olivin-Nepheliniten und Melilithiten Südostaustraliens sowie den Leucititen von New South Wales bestehen große Ähnlichkeiten, wobei die genannten Magmatite Südostaustraliens ihrerseits mit Nepheliniten und Melilithiten Hawaiis, die eine sehr eng umrissene Verteilungskurve an den Tag legen, praktisch identisch sind.
Ganz analog zu den Ehrwalditen finden sich zeitgleiche Basanite auch in der Krížna-Decke der Westkarpaten (Stražov-Gebirge). Erwähnenswert sind ferner nahezu zeitgleich (Ende Aptium) eingedrungene Teschenite im Silesikum der Nordkarpaten sowie in der Arosa-Zone im südlichen Penninikum des Rätikons.

### Isotopengeochemie

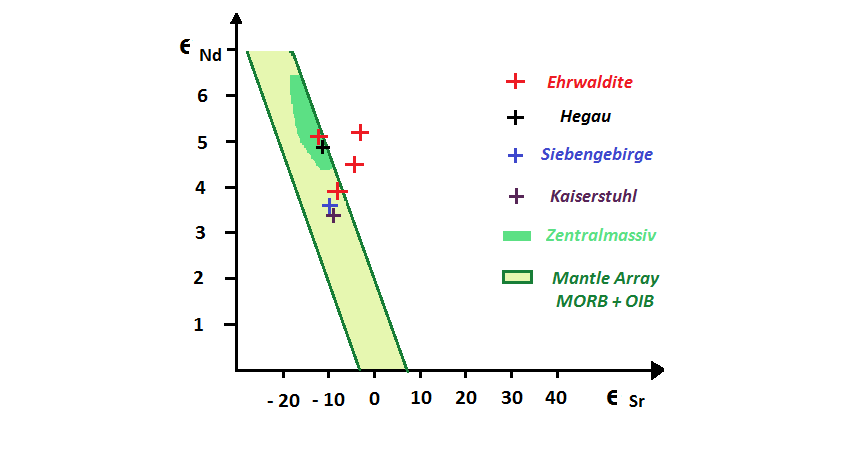
Sr-Nd Isotopendiagramm der Ehrwaldite. Beachtenswert ihre enge Verwandtschaft zu Basaniten des Zentralmassivs, Melilithiten des Hegaus, sowie zu Basaniten des Siebengebirges und des Kaiserstuhls.

Folgende Isotopenverhältnisse der Ehrwaldite sind bekannt:
- 87Sr/86Sr: 0.703313 bis 0.703543 bzw. εSr = - 12,4 bis - 3,3
- 143Nd/144Nd: 0.512783 bis 0.512847 bzw. εNd = + 3,9 bis + 5,2

Sie liegen somit in bzw. in unmittelbarer Nähe des Mantle Array, der aus Mantelgesteinen entstandene Magmatite wie MORB und OIB umfasst. Es ist daher nicht weiter verwunderlich, dass Ozeanische Inselbasalte Samoas, der Marquesas, der Gesellschaftsinseln, der Azoren und der Kerguelen sehr ähnliche Nd-Sr-Isotopenverhältnisse aufweisen. Hinzu gesellen sich außerdem Flutbasalte des Dekkans (Ambenali-Serie) und des Columbia Rivers.
Die Nd-Sr-Isotopenerhältnisse der Ehrwaldite sind durchaus vergleichbar mit anderen Basaniten der Zentraleuropäischen Vulkanprovinz, insbesondere mit den Basaniten des französischen Zentralmassivs, des Siebengebirges und des Kaiserstuhls. Auch die Melilithite des Hegaus offenbaren sehr ähnliche Isotopenverhältnisse. Die Basanite der Vulkaneifel liegen zwar ebenfalls im Mantle Array, haben aber wesentlich niedrigere εNd-Werte.
Der subkontinentale Mantel unterhalb der nördlichen Kalkalpen ist somit praktisch identisch mit anderen Regionen Mittel- und Westeuropas und hat sich in den vergangenen 100 Millionen Jahren nur geringfügig in seiner Zusammensetzung verändert. Hierzu im Gegensatz stehen die alpinen Ophiolithe – Überreste der penninischen ozeanischen Kruste –, deren Isotopenverhältnisse einen typisch abgereicherten subozeanischen Mantel zu erkennen geben.

## Bildungsbedingungen
Ehrwaldit ist wie der Basanit ein Magma von sehr geringer Viskosität, das Aufschmelzexperimenten zufolge in etwa 80 Kilometer Erdtiefe und bei einer Temperatur von 1250 °C im subkontinentalen Erdmantel entstanden war. Sein Ausgangsgestein war Lherzolith (Pyrolith), der mit einer Aufschmelzrate von 4 bis 7 % und unter einem Anreicherungsfaktor von 7 bis 9 für LREE und 2 bis 5 für HREE das Ehrwalditmagma absonderte. Im Verlauf der Kristallisation wurden Olivin, Klinopyroxen und Spinell fraktioniert.

## Datierung
Trommsdorff (1990) untersuchte vier Proben (drei aus dem Lehnbachgraben und eine vom Südrand des Wettersteins) mittels der Kalium-Argon-Methode auf ihr Alter. Die Proben variierten zwischen 98,8 und 100,1 Millionen Jahre BP mit einem Mittelwert bei 99,4 Millionen Jahre BP. Die zugehörige sehr gut definierte Isochrone (Regressionsgerade) ergab 102 ± 2 Millionen Jahre BP. Die Ehrwalditgänge waren somit gegen Ende des Albiums direkt an der Wende Unterkreide/Oberkreide eingedrungen.

## Bedeutung
Die Bildung der Ehrwalditgänge muss im distensiven Bereich (unter Krustendehnung) stattgefunden haben, wahrscheinlich in einer Grabenbruch- oder Riftzone. Diese Annahme wird durch die analogen Nephelinbasanite der neogenen Zentraleuropäischen Vulkanprovinz erhärtet, die alle entlang Dehnungszonen entstanden: Limagne-Graben im Fall des Massif Central, Oberrheingraben im Falle des Kaiserstuhls und des Hegaus (Schnittpunkt zweier Bruchzonen). Ferner bestätigen dies ganz ähnliche Isotopenverhältnisse bei Riftgesteinen Ostafrikas und des Rio Grande.
Die Annahme Alexander Tollmanns einer zur damaligen Zeit bereits bestehenden Subduktionszone (mit Kompressionstektonik) unter dem Ablagerungsraum der Gesteine der Lechtal-Decke wird somit fragwürdig. Deckensysteme dürften zu diesem Zeitpunkt im Bereich der jetzigen Lechtal-Decke noch nicht angelegt gewesen sein. Dass weiter nördlich im Bereich des jetzigen Bajuvarikums oder Helvetikums bereits Subduktion zu Gange war bleibt jedoch nicht ausgeschlossen.